# Cocharcas (Chile)
Cocharcas (del quechua: kocha chihakhuay ‘bullicio, alboroto’) es una localidad ubicada en la comuna de San Carlos, en la Región de Ñuble, Chile.
El sector es considerado un área tanto industrial como residencial, en conjunto a localidades adyacentes como Villa Illinois y Ninquihue, con las cuales presenta una dependencia funcional respecto a la Ruta 5 Sur.
Destaca por la presencia de la antigua Estación de ferrocarriles Cocharcas, además de la planta de la Industria Azucarera Nacional. Posee además un canal llamado Dadinco.